# Gossea indica
Gossea indica är en nässeldjursart som beskrevs av Bouillon 1978. Gossea indica ingår i släktet Gossea och familjen Olindiasidae.
Artens utbredningsområde är Indiska oceanen. Inga underarter finns listade i Catalogue of Life.